# 湖南町横沢
湖南町横沢（こなんまち よこさわ）は、福島県郡山市の大字である。郵便番号は963-1413。

## 地理
郡山市南西部の湖南地区に属する。北西側で猪苗代湖に面し、北東で湖南町浜路と、南で湖南町舘と隣接する。概ね町村制施行以前の安積郡横沢村の流れを汲む地域である。一級水系阿賀野川水系愛宕川流域を主な範囲とする。猪苗代湖に面する西側は湖沿いの平地に水田が広がり、東側の山裾の福島県道9号猪苗代湖南線沿いに集落が位置する。東側は山林が占める。湖南町舟津に所在する郡山北警察署舟津駐在所、及び湖南町三代に所在する郡山消防署湖南分署がそれぞれ管轄にあたる。

### 主な字
字
- 村西
- 下町
- 六角
- 下宮

- 下根岸
- 屋敷
- 下内野

### 山岳
- 岩上山
- 麓山

### 河川・湖沼
一級水系阿賀野川水系
- 猪苗代湖
  - 愛宕川

## 歴史
- 1876年 - 会津藩領横沢村が浜路村と合併し横浜村が発足、旧横沢村域は横浜村の大字となる。
- 1879年1月27日 - 横浜村が福島県内における郡区町村制の施行により安積郡の村となる。
- 1884年 - 横浜村が再び横沢村と浜路村に分村する。
- 1889年4月1日 - 町村制の施行により横沢村が舟津村、舘村、浜路村と合併し安積郡月形村が発足する。旧横沢村域は月形村の大字となる。
- 1955年3月31日 - 月形村が周辺4村との合併により湖南村が発足し、湖南村の大字となる。
- 1965年5月1日 - 湖南村が郡山市、安積郡全町村および田村郡田村町と合併し新たな郡山市が設立され、郡山市の大字となる。

## 世帯数と人口
2024年1月1日現在の世帯数と人口は以下の通りである。
| 大字       | 世帯数 | 人口  |
| ---------- | ------ | ----- |
| 湖南町横沢 | 82世帯 | 185人 |

## 小・中学校の学区
市立小・中学校に通う場合、学区は以下の通りとなる。
| 番地 | 小学校             | 中学校             |
| ---- | ------------------ | ------------------ |
| 全域 | 郡山市立湖南小学校 | 郡山市立湖南中学校 |

## 交通

### 道路
- 福島県道9号猪苗代湖南線

## 施設
- 郡山市少年湖畔の村
- 郡山市消防団湖南第五分団第二部屯所
- 月形郵便局
- 来福寺
  - 来福寺の大杉（郡山市指定天然記念物）
- 愛宕神社
- 伊勢神社
- 麓山神社
- 横沢浜
- 五輪塚の杉